# Медвен
Ме́двен (болг. Медвен) — село в Сливенській області Болгарії. Входить до складу общини Котел.

## Населення
За даними перепису населення 2011 року у селі проживали 212 осіб.
Національний склад населення села:
| Національність   | Кількість осіб | Відсоток |
| ---------------- | -------------- | -------- |
| болгари          | 139            | 68,1 %   |
| цигани           | 0              | 0 %      |
| не визначились   | 57             | 27,9 %   |
| Всього відповіли | 204            |          |

Розподіл населення за віком у 2011 році:
Динаміка населення: